# Судзукі Акіко
Судзу́кі Акі́ко (яп. 鈴木明子; 28 березня 1985, Тойохасі, Айті, Японія) — японська фігуристка, що виступає у жіночому одиночному фігурному катанні, переможиця Зимової Універсіади 2007 року. За даними на 1 вересня 2009 року займала 19-е місце у світі у рейтингу Міжнародного союзу ковзанярів (ІСУ).

## Кар'єра
У сезоні 2001/2002 вона завоювала бронзову медаль у Гран-Прі з фігурного катання серед юніорів і брала участь на Чемпіонаті світу з фігурного катання серед юніорів та Чемпіонаті Чотирьох Континентів з фігурного катання. У сезоні 2002/2003 вона стала першою на етапі Гран-Прі в США, однак, увесь наступний сезон була змушена пропустити через захворювання на анорексію. 
У наступному сезоні Судзукі Акіко повернулася у фігурне катання, а 2008 року стала другою на своєму першому «дорослому» етапі Гран-Прі «NHK Trophy»—2008.
Сезон 2009/2010 (олімпійський) став натепер найвдалішим у спортивній кар'єрі Судзукі. Вже на його початку вона уперше перемогла на етапі серії Гран-Прі «Cup of China»—2009, що разом з 5-м місцем на «Skate Canada»—2009 дозволило їй вийти у Фінал Гран-Прі сезону, де фігуристка доволі несподівано завоювала «бронзу». У цьому ж сезоні Судзукі Акіко вперше стала призеркою Національної першості Японії з фігурного катання, виборовши срібну медаль, завдяки чому отримала право виступати на найпрестижніших міжнародних стартах сезону. Так, на Чемпіонаті Чотирьох Континентів з фігурного катання 2010 року Судзукі завоювала свою першу медаль цих турнірів — «срібло». А в лютому 2010 року спортсменка у складі Олімпійської Збірної Японії бере участь у турнірі фігуристок-одиночниць на XXI Зимовій Олімпіаді (Ванкувер, 2010).

## Спортивні досягнення

### після 2004 року
| Сезони/Змагання                                     | 2004/2005 | 2005/2006 | 2006/2007 | 2007/2008 | 2008/2009 | 2009/2010 |
| --------------------------------------------------- | --------- | --------- | --------- | --------- | --------- | --------- |
| Зимові Олімпійські ігри                             |           |           |           |           |           |           |
| Чемпіонати Чотирьох Континентів з фігурного катання |           |           |           |           | 8         | 2         |
| Чемпіонати Японії з фігурного катання               | 12        | 12        | 10        | 5         | 4         | 2         |
| Фінали Гран-Прі                                     |           |           |           |           |           | 3         |
| Етапи Гран-Прі: «Skate Canada»                      |           |           |           |           |           | 5         |
| Етапи Гран-Прі: «Cup of China»                      |           |           |           |           |           | 1         |
| Етапи Гран-Прі: «NHK Trophy»                        |           |           |           |           | 2         |           |
| Турніри: «Finlandia Trophy»                         |           |           |           |           | 1         |           |
| Турніри: «Nebelhorn Trophy»                         |           |           |           |           | 3         |           |
| Турніри: «Золотий ковзан Загреба»                   |           | 7th       |           | 1         |           |           |
| Зимові Універсіади                                  | 8         |           | 1         |           |           |           |

### до 2004 року
| Сезони/Змагання                                     | 1998/1999 | 1999/2000 | 2000/2001 | 2001/2002 | 2002/2003 | 2003/2004 |
| --------------------------------------------------- | --------- | --------- | --------- | --------- | --------- | --------- |
| Чемпіонати Чотирьох Континентів з фігурного катання |           |           |           | 8         |           |           |
| Чемпіонати світу з фігурного катання серед юніорів  |           |           | 7         |           |           |           |
| Чемпіонати Японії з фігурного катання               |           |           | 4         | 4         | 9         |           |
| Чемпіонати Японії з фігурного катання серед юніорів | 3         | 5         | 2         | 5         | 5         |           |
| Фінал юніорського Гран-прі                          |           |           |           | 3         |           |           |
| Етапи юніорського Гран-Прі, Китай                   |           |           |           |           | 5         |           |
| Етапи юніорського Гран-Прі, США                     |           |           |           |           | 1         |           |
| Етапи юніорського Гран-Прі, Японія                  |           |           |           | 1         |           |           |
| Етапи юніорського Гран-Прі, Острава, Чехія          |           |           |           | 3         |           |           |
| Етапи юніорського Гран-Прі, Норвегія                |           |           | 8         |           |           |           |
| Етапи юніорського Гран-Прі, Україна                 |           |           | 6         |           |           |           |

- Судзукі не виступала у сезоні 2003/2004

## Виноски
1. ↑  ISU World Standings for Figure Skating and Ice Dance (англійською) . ІСУ. Архів оригіналу за 6 липня 2013. Процитовано 1 вересня 2009. [Архівовано 2003-06-20 у Wayback Machine.]
2. ↑  鈴木が金！フィギュア日本アベック達成…冬季ユニバ第４日：冬スポ：スポーツ：スポーツ報知 (яп.). Йоміурі Сімбун. Архів оригіналу за 24 січня 2007. Процитовано 1 вересня 2009. [Архівовано 2007-01-24 у Wayback Machine.]